# Sépulture mégalithique de Sigré
La sépulture mégalithique de Sigré est une tombe mégalithique à entrée latérale située à Carentoir, dans le Morbihan en France.

## Localisation
Le mégalithe est situé dans le bois dit « Landes de Couesmé », à environ 120 m à vol d'oiseau au sud du hameau de Sigré, en limite sud de la commune de Carentoir.

## Historique
La sépulture est inscrite au titre des monuments historiques par arrêté du 6 mai 1986.

## Description
L'édifice est une tombe mégalithique à entrée latérale comportant une cellule terminale. Il mesure environ 14 m de longueur. L'ensemble du monument est en mauvais état, hormis la cellule terminale : toutes les tables de couverture ont disparu et seuls quatre orthostates de la chambre principale sont encore en place. Une dalle transversale laisse supposer que la chambre était compartimentée. Les deux dalles perpendiculaires à l'axe de la chambre visibles au sud-est correspondent à l'entrée latérale. Le tumulus, délimité par trois dalles sur chant au sud-ouest, est encore visible bien qu'en partie perturbé par l'existence d'une carrière ancienne au sud-ouest. Toutes les dalles sont en schiste rouge.